# Belmont-Sainte-Foi
Belmont-Sainte-Foi é uma comuna francesa na região administrativa de Occitânia, no departamento de Lot. Estende-se por uma área de 9,01 km². Em 2010 a comuna tinha 111 habitantes (densidade: 12,3 hab./km²).